# Cady Chin See Chong
Cady Chin See Chong (Paramaribo, 6 maart 2003) is een Surinaams voetbalster. Ze heeft voor verschillende clubs gespeeld en komt uit voor het Surinaamse voetbalelftal, eerst voor de junioren en later voor de senioren.

## Biografie
Cady Chin See Chong voetbalde al rond haar negende in de U-9-klasse voor Puwanani. In 2017 won ze met het Surinaamse meisjesvoetbalelftal tijdens de Inter Guyanese Spelen de eerste prijs. Zelf scoorde ze vanuit een vrije trap van ruim 25 meter de 1-0 binnen.
Ze speelde tot en met 2017 bij SV Ascona die landskampioen werd en waar ze topscorer was. Ze stapte niettemin over Oema Soso, tegelijk met haar teamgenoot en spits Andaya Lantveld. In 2019 werd ze door de Vereniging van Sportjournalisten in Suriname verkozen tot Junior Voetbalster van het Jaar.
In 2021 speelde ze als aanvoerster van de Surinaamse voetbalelftal U-20 tijdens de kwalificatiewedstrijden op Curaçao voor de CONCACAF Women's Under-20 Championship.
Na de wedstrijd tegen Mexico van 17 februari 2022 begon ze gezondheidsproblemen te krijgen. Twee maanden later was haar gezondheid zo verbeterd dat ze met toestemming van de specialist terug kon keren op het veld.
Begin 2023 speelt ze voor SV Transvaal (voormalig Oema Soso). In juni van dat jaar werd ze met haar team landskampioen.